# World War III 1995
World War III 1995 var en pay-per-view inden for wrestling, der blev afholdt af WCW, og vist 26. november 1995. Den foregik i Norfolk, USA.

## Vigtigste kampe
- WCW World Television Title: Johnny B. Badd besejrede Diamond Dallas Page
  - Johnny B. Badd forsvarede dermed sin titel.
- WCW United States Heavyweight Title: Kensuki Sasaki besejrede Chris Benoit
  - Sasaki forsvarede dermed sin titel.
- Lex Luger besejrede Randy Savage
  - Lex Luger går straks efter den beskadiget arm hos Randy Savage. På et tidspunkt er Savage tæt på sejren, men dommeren bliver distraheret. Lex Luger vinder ved at Savage opgiver grundet smerter i sin arm.
- Sting besejrede Ric Flair
  - Sting fik revanche efter, hvad der skete ved Halloween Havoc 1995. I en klassisk kamp mellem de to legender vinder Sting, da Ric Flair giver op.
- WCW World Heavyweight Title: Randy Savage vinder 60 Men Battle Royal
  - For VM-titlen skulle 60 wrestlere mødes i tre ringe på én gang! Man eliminerede de andre wrestlere ved at smide dem over ringtovet, og den sidste mand tilbage ville blive kronet som den nye verdensmester. Efter de første 40 mænd var blevet elimineret, samledes de resterende 20 i én ring. Sting, Eddie Guerrero og også Hulk Hogan får samarbejdet om at eliminere Ric Flair og Arn Anderson. Da der er seks wrestlere tilbage går Hulk Hogan og Randy Savage sammen om at smide One Man Gang ud af ringen, mens Sting og Lex Luger går sammen mod The Giant. Da Hulk Hogan kan se, at Sting og Luger er lige ved at få The Giant ud af ringen, løber han over og hjælper til. Det lykkedes Hogan at få smidt alle tre over ringrebet, men straks derefter hiver The Giant Hulk Hogan under det nederste ringreb. I den anden ende af ringen får Randy Savage smidt One Man Gang ud over, og da dommeren ser, at Savage er den eneste tilbage i ringen, erklærer han Randy Savage den nye verdensmester!

De 60 wrestlere i de tre ringe var Scott Armstrong, Steve Armstrong, Arn Anderson, Johnny B. Badd, Marcus Bagwell, Chris Benoit, Big Train Bart, Bunkhouse Buck, Cobra, Disco Inferno, Hacksaw Jim Duggan, Bobby Eaton, Ric Flair, The Giant, Eddie Guerrero, Hulk Hogan, Mr. JL, Chris Kanyon, Brian Knobbs, Kurasawa, Lex Luger, Joey Maggs, Meng, Hugh Morrus, Maxx Muscle, Scott Norton, One Man Gang, Paul Orndorff, Diamond Dallas Page, Buddy Lee Parker, Brian Pillman, Sgt. Craig Pittman, Stevie Ray, Lord Steven Regal, Scotty Riggs, Road Warrior Hawk, Big Bubba Rogers, Jerry Sags, Ricky Santana, Kensuke Sasaki, Randy Savage, Shark, Fidel Sierra, Dick Slater, Mark Starr, Sting, Dave Sullivan, The Taskmaster, Super Assassins #1 og #2, Booker T, Squire David Taylor, Bobby Walker, VK Wallstreet, Pez Whatley, Mike Winner, Alex Wright, James Earl Wright, The Yeti og Zodiac. 